# Tomasz Majewski
Tomasz Majewski (* 30. August 1981 in Nasielsk) ist ein ehemaliger polnischer Kugelstoßer. Er wurde 2008 und 2012 Olympiasieger.

## Leben
Majewski wurde bei den U23-Europameisterschaften 2003 Vierter. Sein erster internationaler Erfolg in der Aktivenklasse war der vierte Platz bei den Hallenweltmeisterschaften 2004 in Budapest. Bei den Olympischen Spielen in Athen scheiterte er in der Qualifikation. 2005 wurde er bei den Weltmeisterschaften in Helsinki Siebter und gewann Gold bei der Universiade in Izmir.
2006 wurde Majewski jeweils Sechster bei den Hallenweltmeisterschaften in Moskau und bei den Europameisterschaften in Göteborg. Bei den Weltmeisterschaften 2007 in Ōsaka erreichte er mit seiner bis dahin besten Weite von 20,87 m den vierten Platz. 2008 errang er bei den Hallenweltmeisterschaften in Valencia mit seiner Hallenbestleistung von 20,93 m Bronze.
Der erste große Höhepunkt seiner Karriere folgte bei den Olympischen Spielen in Peking: Mit dem persönlichen Rekord von 21,51 m gewann er die Goldmedaille mit fast einem halben Meter Vorsprung auf Christian Cantwell (USA). Danach gewann er auch das Leichtathletik-Weltfinale in Stuttgart mit 20,88 m.
2009 wurde Majewski Europameister bei den Halleneuropameisterschaften in Turin. Im Sommer steigerte er seine Bestweite auf 21,95 m. Bei den Weltmeisterschaften in Berlin stieß er mit 21,91 m nahe an diese Marke heran, musste sich aber trotzdem Christian Cantwell geschlagen geben und holte die Silbermedaille. Ebenfalls Zweiter wurde er beim Weltfinale in Thessaloniki.
Bei den Hallenweltmeisterschaften 2010 in Doha steigerte er zwar den polnischen Hallenrekord auf 21,20 m, was aber nur zum vierten Platz reichte. Bei den Europameisterschaften in Barcelona wurde mit nur einem Zentimeter Rückstand auf den Weißrussen Andrej Michnewitsch Zweiter. 2013 wurde Michnewitsch wegen eines Verstoßes gegen die Dopingbestimmungen disqualifiziert, und Majewski erhielt nachträglich Gold. Zum Abschluss der Saison wurde er Zweiter beim ersten Leichtathletik-Continental-Cup in Split. Im Jahr darauf wurde er bei den Weltmeisterschaften in Daegu Achter.
In Istanbul stieß er bei den Hallenweltmeisterschaften 2012 mit 21,72 m polnischen Rekord und konnte sich damit die Bronzemedaille sichern. Bei den Olympischen Spielen in London konnte er seinen Olympiasieg von Peking wiederholen. Er ist der dritte Kugelstoßer in der Geschichte, dem eine Wiederholung des Olympiasiegs im Kugelstoßen gelang. Er stieß 21,89 m und lag damit um drei Zentimeter vor dem Silbermedaillengewinner David Storl aus Deutschland. 2013 wurde er Sechster bei den Weltmeisterschaften in Moskau.
Tomasz Majewski ist 2,04 m groß und wiegt 140 kg. Er wird von Henryk Olszewski trainiert und startet für den Klub Sportowy AZS-AWF Warszawa. Er studierte Politik an der Kardinal-Stefan-Wyszyński-Universität Warschau.

## Persönliche Bestweiten
- Kugelstoßen: 21,95 m, 30. Juli 2009, Stockholm
  - Halle: 21,72 m, 9. März 2012, Istanbul